# 阿赫瓦赫區

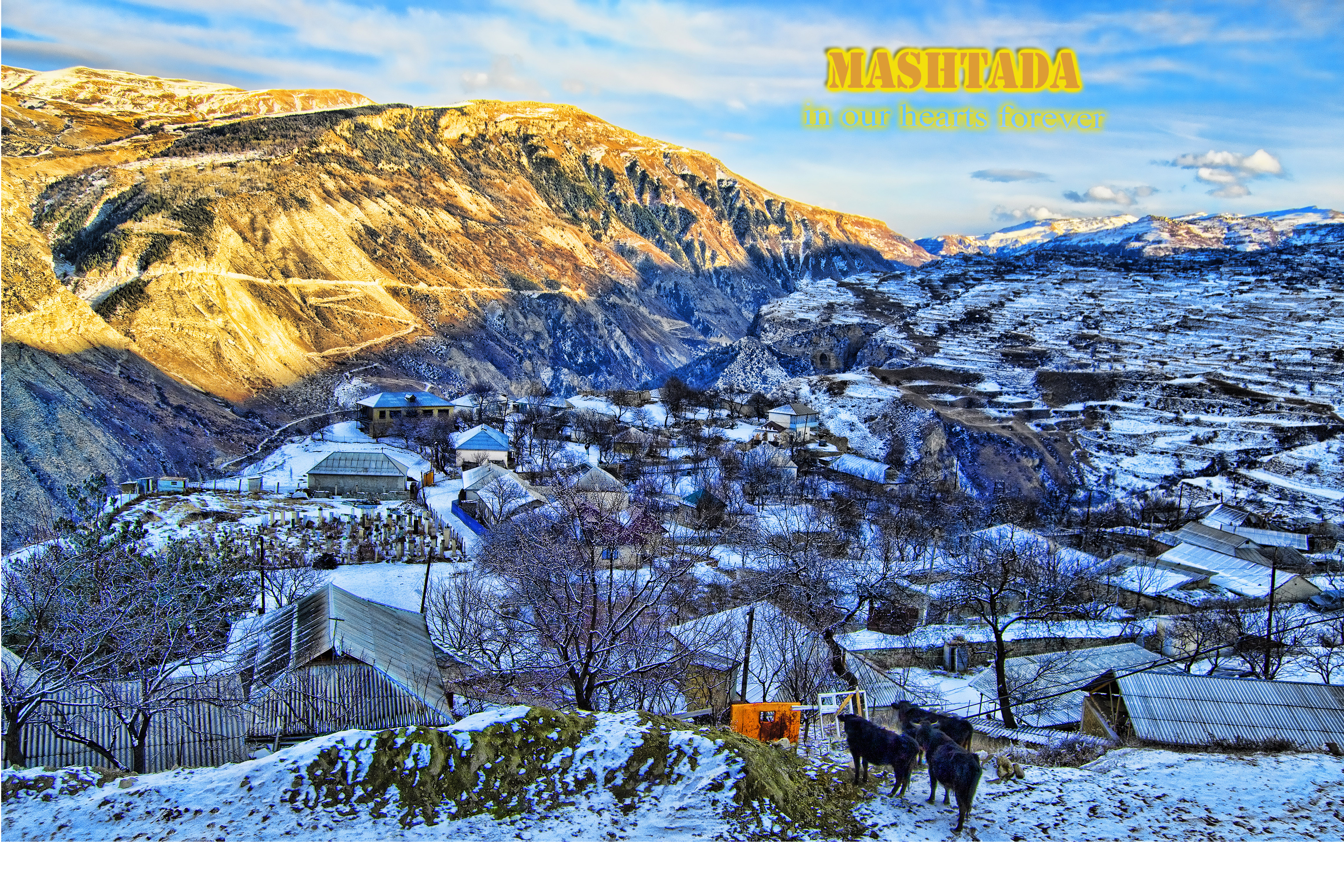

42°35′N 46°21′E / 42.583°N 46.350°E
阿赫瓦赫區（俄语：Ахвахский район），是俄羅斯的一個區，位於該國西南部，由達吉斯坦共和國負責管轄，面積291.1平方公里，2010年人口22,014，人口密度每平方公里75.62人。